# Temptation Box
A Temptation Box (a borító írásmódja szerint TEMPTATION BOX) a Scandal japán együttes második stúdióalbuma, mely 2010. augusztus 11-én jelent meg. A Temptation Box első kislemeze, a Sunkan Sentimental 2010. február 3-án jelent meg. A soron következő kislemezek a Taijó to kimi ga egaku Story (június 2.) és a Namida no Regret (július 28.) lettek. Az album limitált kiadásához mellékelt fotókönyvet Ninagava Mika fényképezte.
Az album népszerűsítésére Scandal Temptation Box Tour 2010: Yeah! tte Iei! néven tartottak egy koncertkörutat, melynek felvételei később Everybody Say Yeah!: Temptation Box Tour 2010: Zepp Tokyo néven DVD-n is megjelent.
A korong a harmadik helyen mutatkozott be az Oricon slágerlistáján a 34 946 eladott példányával. A lemezből összesen 60 301 példány kelt el Japánban. A Billboard Japan Top Albums listáján a negyedik helyezést érte el.

## Háttér
Az album címének jelentését, amely magyarra fordítva „csábítás doboz”-t jelent először Ogava Tomomi magyarázta meg: „Úgy érzem ez egy, olyan album melynél mindenki érezhet egy kis csábítást, amikor kinyitja a varázsdobozt.” A címet az album elkészítése előtt választották ki, bár eredetileg csak Temptation lett volna. A dalok stílusa jóval szélesebb, mint az együttes korábbi albumánál; Szaszazaki Mami szerint: „Mindig is úgy gondoltuk, hogy a különféle műfajok kipróbálása egy kihívás. De mindig úgy gondoltuk, hogy ez nem illene a Scandal koncepciójába, ezért soha nem próbáltuk meg. De ez most nem olyan; számos dolgot csináltunk és számos műfajban kipróbáltuk magunkat [...]”. Tomomi szerint, hogy ha nem a címet találták volna előbb ki, akkor nem lettek volna, ilyen változatosak a dalok. Ono Haruna szerint nehéz volt eldönteni, hogy hová helyezzék a Sunkan Sentimental című dalt, hogy hol „rázza fel” az albumot.

## Megjelenése a médiában
Az album első kislemeze, a Sunkan Sentimental a Magyarországon is sugárzott Fullmetal Alchemist: Testvériség animesorozat negyedik záródalaként volt hallható. A második kislemez, a Taijó to kimi ga egaku Story a Nacu Sacas 2010 Akaszaka Big Bang és az Ucunomija Hanabi Taikai 2010 című rendezvények főcímdala volt. A harmadik kislemez, a Namida no Regret felcsendült a Rekocsoku egyik reklámjában, míg a Midnight Television a Loups=Garous animációs film záródala volt. Végezetül az album Szajonara My Friend című dala a Loups=Garous anime főcímdala, míg a Hi-Hi-Hi az Elsword videójáték egyik betétdala volt.

## Kislemezek
- Sunkan Sentimental (2010)
- Taijó to kimi ga egaku Story (2010)
- Namida no Regret (2010)

Nem tudod lejátszani a fájlt?
A Sunkan Sentimental jelent meg az album első kislemezeként. A Sódzso S kiadványukhoz hasonlóan, a Sunkan Sentimental is egy világszerte népszerű animében, a Fullmetal Alchemist: Testvériségben volt hallható, ezért jóval jobb fogadtatásban részesítette a hallgatóközönség; az Oricon eladási listáján a hetedik, míg a Billboard Hot 100 slágerlistáján a tizenhetedik helyen mutatkozott be, a Billboard Hot Singles Sales slágerlistájára is felkerült a hetedik helyen. Digitális úton is viszonylag jó eladásokat produkált; 2010 áprilisában a Recording Industry Association of Japan aranylemezzé minősítette a kislemezt, mivel azt több, mint százezren töltötték le. A számhoz készült, AT-rendezte videóklip egy elhagyatott épületben játszódik, ahol az együttes előadja a dalt.
Második kislemezként jelent meg a Taijó to kimi ga egaku Story. A szám a tizedik helyen mutatkozott be az Oriconon, a Billboard Hot 100-on a huszonkettediken, míg a Billboard Hot Singles Sales listáján tizenkettediken. A dalhoz készült, Ucsino Maszaaki által rendezett klipben a zenekar egy nagy, palackokból felállított fal előtt adja elő a dalt. A videó egy rövid képsora sztereoszkópikus háromdimenziós megjelenítést kapott. A videóklip volt a zenekar első olyan klipje, amelyben nem csak egyenruhában láthatók a lányok.
A Namida no Regret lett az album harmadik, és egyben utolsó kislemeze. Ez az Oricon eladási listáján a tizennegyedik, a Billboard Hot 100 listáján a huszonhetedik, míg a Billboard Hot Singles Sales listáján a tizenkilencedik helyezést érte el. A szám klipjét szintén AT rendezte, fő helyszínéül egy középiskola szolgál. Haruna látszólag szerelmes egy fiúba, aki viszont visszautasította őt és ezért tartják egymás között a távolságot, Mami visszautasított egy fiút, aki később az ő osztályába kerül, Rina szerelmes egy fiúba, aki viszont már egy másik lánnyal jár, Tomomi pedig összeveszik az egyik barátnőjével. A megbánásukat kifejezvén (a dal címére utalva, amely megbánás könnyét jelenti magyarra fordítva) elkezdenek sírni. A videó úgy ér végét, hogy a négy lány külön-külön elgondolkodik a cselekedeteikről.

## Számlista
| CD (ESCL-3494/ESCL-3490/ESCL-3492) | CD (ESCL-3494/ESCL-3490/ESCL-3492)                 | CD (ESCL-3494/ESCL-3490/ESCL-3492) | CD (ESCL-3494/ESCL-3490/ESCL-3492) | CD (ESCL-3494/ESCL-3490/ESCL-3492) | CD (ESCL-3494/ESCL-3490/ESCL-3492) | CD (ESCL-3494/ESCL-3490/ESCL-3492) | CD (ESCL-3494/ESCL-3490/ESCL-3492) | CD (ESCL-3494/ESCL-3490/ESCL-3492) | CD (ESCL-3494/ESCL-3490/ESCL-3492) |
| #                                  | Cím                                                | Dalszöveg                          | Zene                               | Hangszerelő                        | Hossz                              |                                    |                                    |                                    |                                    |
| ---------------------------------- | -------------------------------------------------- | ---------------------------------- | ---------------------------------- | ---------------------------------- | ---------------------------------- | ---------------------------------- | ---------------------------------- | ---------------------------------- | ---------------------------------- |
| 1.                                 | Everybody Say Yeah!                                | Ogava Tomomi, Onoe Bun             | Okubo Tomohiro                     | Kavagucsi Keita                    | 3:43                               |                                    |                                    |                                    |                                    |
| 2.                                 | Taijó to kimi ga egaku Story (太陽と君が描くSTORY) | Ogava Tomomi, Tanaka Hidenori      | Tanaka Hidenori                    | Fudzsii Takesi, Kavagucsi Keita    | 3:57                               |                                    |                                    |                                    |                                    |
| 3.                                 | Sunkan Sentimental (瞬間センチメンタル)            | Scandal, Kobajasi Nacumi           | Tadzsika Juicsi                    | Kavagucsi Keita                    | 3:44                               |                                    |                                    |                                    |                                    |
| 4.                                 | Hókago 1H (放課後1H)                               | Ogava Tomomi, Ifu Szarasza         | Minami Jaszuhiro                   | Minami Jaszuhiro                   | 4:01                               |                                    |                                    |                                    |                                    |
| 5.                                 | Namida no Regret (涙のリグレット)                  | Kondo Hiszasi                      | Vatabe Miki                        | Vatabe Miki                        | 5:12                               |                                    |                                    |                                    |                                    |
| 6.                                 | Hi-Hi-Hi                                           | Ogava Tomomi                       | Tadzsika Juicsi                    | Kavagucsi Keita                    | 3:13                               |                                    |                                    |                                    |                                    |
| 7.                                 | Sódzso M (少女M)                                   | Szaszazaki Mami, Tadzsika Juicsi   | Tadzsika Juicsi                    | Kavagucsi Keita, Tadzsika Juicsi   | 3:55                               |                                    |                                    |                                    |                                    |
| 8.                                 | GIRLism                                            | Ogava Tomomi, Onoe Bun             | Okubo Tomohiro                     | Okubo Tomohiro                     | 2:53                               |                                    |                                    |                                    |                                    |
| 9.                                 | Playboy Part II (プレイボーイPartⅡ)                | Szuzuki Rina                       | Cukida Tadasi                      | Kavagucsi Keita                    | 4:20                               |                                    |                                    |                                    |                                    |
| 10.                                | Hello! Hello!                                      | Scandal, Tanaka Hidenori           | Tanaka Hidenori                    | Kavagucsi Keita                    | 4:28                               |                                    |                                    |                                    |                                    |
| 11.                                | Aitai (会いたい)                                   | Ono Haruna, Onoe Bun               | Okubo Tomohiro                     | Okubo Tomohiro                     | 5:04                               |                                    |                                    |                                    |                                    |
| 12.                                | Szajonara My Friend (さよならMy Friend)            | Ogava Tomomi, Inui Hirosi          | Inui Hirosi                        | Kavagucsi Keita                    | 4:30                               |                                    |                                    |                                    |                                    |
| 49:00                              |                                                    |                                    |                                    |                                    |                                    |                                    |                                    |                                    |                                    |

| DVD (ESCL-3493) | DVD (ESCL-3493)                                                                                                 | DVD (ESCL-3493) | DVD (ESCL-3493) | DVD (ESCL-3493) | DVD (ESCL-3493) | DVD (ESCL-3493) | DVD (ESCL-3493) | DVD (ESCL-3493) | DVD (ESCL-3493) |
| #               | Cím | Hossz           |                 |                 |                 |                 |                 |                 |                 |
| --------------- | --- | --------------- | --------------- | --------------- | --------------- | --------------- | --------------- | --------------- | --------------- |
| 1.              | „Sunkan szakura zenszen Tour: 2010 Spring” Digest Movie (『瞬間サクラゼンセンTOUR～2010 SPRING～』DIGEST MOVIE) | 27:19           |                 |                 |                 |                 |                 |                 |                 |
| 2.              | Scandal Summit Vol. 1-2 Highlights (『SCANDALサミットVol.1～2』総集編)                                          | 21:24           |                 |                 |                 |                 |                 |                 |                 |
| 48:43           | |                 |                 |                 |                 |                 |                 |                 |                 |

## Albumlistás helyezések és eladási adatok

### Slágerlistás helyezések
| Albumlista                    | Legjobb helyezés |
| ----------------------------- | ---------------- |
| Oricon napi albumlista        | 2                |
| Oricon heti albumlista        | 3                |
| Oricon havi albumlista        | 6                |
| SoundScan albumlista (CD+DVD) | 2                |
| SoundScan albumlista (CD+PB)  | 16               |
| Billboard Japan Top Albums    | 4                |

### Oricon eladási adatok
| Megjelenés          | Oricon albumlista                | Legjobb helyezés | Első időegységnyi eladási adat | Összeladás | Hét    |
| ------------------- | -------------------------------- | ---------------- | ------------------------------ | ---------- | ------ |
| 2010. augusztus 11. | Napi albumlista                  | 2                | ?                              | 60 301     | 13 hét |
| 2010. augusztus 11. | Heti albumlista                  | 3                | 28 772                         | 60 301     | 13 hét |
| 2010. augusztus 11. | Havi albumlista (2010 augusztus) | 6                | 49 941                         | 60 301     | 13 hét |

## Megjelenések
| Régió                     | Dátum               | Formátum               | Kiadó     | Katalógusszám                                           |
| ------------------------- | ------------------- | ---------------------- | --------- | ------------------------------------------------------- |
| Japán                     | 2010. augusztus 11. | CD, digitális letöltés | Epic/Sony | ESCL–3490/1 (CD+PB) ESCL–3492/3 (CD+DVD) ESCL–3494 (CD) |
| Japán                     | 2010. augusztus 28. | Kölcsönzői CD          | Epic/Sony | ESCL–3494 (CD)                                          |
| Hongkong                  | 2010. augusztus 13. | CD, digitális letöltés | Epic/Sony | 88697764972 (CD+DVD)                                    |
| Tajvan                    | 2010. augusztus 13. | CD, digitális letöltés | Epic/Sony | 88697755002 (CD)                                        |
| Thaiföld                  | 2010. augusztus 13. | CD, digitális letöltés | Epic/Sony | 88697755002 (CD)                                        |
| Dél-Korea                 | 2010. augusztus 17. | CD, digitális letöltés | Epic/Sony | S50285C (CD)                                            |
| Franciaország             | 2010. november 3.   | CD                     | Wasabi    | 9102202 (CD) 9102203 (CD+DVD)                           |
| Franciaország             | 2012. október 7.    | Digitális letöltés     | Wasabi    | nincs                                                   |
| Argentína                 | 2011.               | Digitális letöltés     | Epic      | nincs                                                   |
| Amerikai Egyesült Államok | 2011.               | Digitális letöltés     | Epic      | nincs                                                   |
| Ausztrália                | 2011.               | Digitális letöltés     | Epic      | nincs                                                   |
| Brazília                  | 2011.               | Digitális letöltés     | Epic      | nincs                                                   |
| Chile                     | 2011.               | Digitális letöltés     | Epic      | nincs                                                   |
| Kanada                    | 2011.               | Digitális letöltés     | Epic      | nincs                                                   |
| Kolumbia                  | 2011.               | Digitális letöltés     | Epic      | nincs                                                   |
| Peru                      | 2011.               | Digitális letöltés     | Epic      | nincs                                                   |
| Új-Zéland                 | 2011.               | Digitális letöltés     | Epic      | nincs                                                   |
| Ausztria                  | 2012. október 7.    | Digitális letöltés     | Wasabi    | nincs                                                   |
| Bulgária                  | 2012. október 7.    | Digitális letöltés     | Wasabi    | nincs                                                   |
| Ciprus                    | 2012. október 7.    | Digitális letöltés     | Wasabi    | nincs                                                   |
| Csehország                | 2012. október 7.    | Digitális letöltés     | Wasabi    | nincs                                                   |
| Dánia                     | 2012. október 7.    | Digitális letöltés     | Wasabi    | nincs                                                   |
| Egyesült Királyság        | 2012. október 7.    | Digitális letöltés     | Wasabi    | nincs                                                   |
| Észtország                | 2012. október 7.    | Digitális letöltés     | Wasabi    | nincs                                                   |
| Finnország                | 2012. október 7.    | Digitális letöltés     | Wasabi    | nincs                                                   |
| Görögország               | 2012. október 7.    | Digitális letöltés     | Wasabi    | nincs                                                   |
| Hollandia                 | 2012. október 7.    | Digitális letöltés     | Wasabi    | nincs                                                   |
| Írország                  | 2012. október 7.    | Digitális letöltés     | Wasabi    | nincs                                                   |
| Lengyelország             | 2012. október 7.    | Digitális letöltés     | Wasabi    | nincs                                                   |
| Lettország                | 2012. október 7.    | Digitális letöltés     | Wasabi    | nincs                                                   |
| Litvánia                  | 2012. október 7.    | Digitális letöltés     | Wasabi    | nincs                                                   |
| Luxemburg                 | 2012. október 7.    | Digitális letöltés     | Wasabi    | nincs                                                   |
| Magyarország              | 2012. október 7.    | Digitális letöltés     | Wasabi    | nincs                                                   |
| Málta                     | 2012. október 7.    | Digitális letöltés     | Wasabi    | nincs                                                   |
| Németország               | 2012. október 7.    | Digitális letöltés     | Wasabi    | nincs                                                   |
| Norvégia                  | 2012. október 7.    | Digitális letöltés     | Wasabi    | nincs                                                   |
| Olaszország               | 2012. október 7.    | Digitális letöltés     | Wasabi    | nincs                                                   |
| Portugália                | 2012. október 7.    | Digitális letöltés     | Wasabi    | nincs                                                   |
| Románia                   | 2012. október 7.    | Digitális letöltés     | Wasabi    | nincs                                                   |
| Spanyolország             | 2012. október 7.    | Digitális letöltés     | Wasabi    | nincs                                                   |
| Svájc                     | 2012. október 7.    | Digitális letöltés     | Wasabi    | nincs                                                   |
| Svédország                | 2012. október 7.    | Digitális letöltés     | Wasabi    | nincs                                                   |
| Szlovákia                 | 2012. október 7.    | Digitális letöltés     | Wasabi    | nincs                                                   |
| Szlovénia                 | 2012. október 7.    | Digitális letöltés     | Wasabi    | nincs                                                   |